# Дорогой Джон (фильм, 2010)
«Дорого́й Джон» (англ. Dear John) — американская романтическая драма Лассе Халльстрёма, экранизация одноимённой книги Николаса Спаркса о двадцатитрёхлетнем офицере Джоне Тайри.

## Сюжет
Джон Тайри, молодой солдат Сил специального назначения Армии США, получает ранение и, лежа на земле, вспоминает детство, когда он попал с экскурсией на монетный двор. Он сравнивает себя с монетой, которая получила два отверстия и перестала быть идеальной. «Но перед самым потемнением сознания, последнее, что пришло на ум — это „ты“».
Во время отпуска в 2001 году Джон на берегу встречает красивую девушку, она роняет в воду свою сумочку, и Джон, прыгнув с четырёхметрового пирса, достаёт её. Так он и познакомился с Саванной Линн Кёртис, студенткой колледжа, приехавшей на каникулы. В течение нескольких дней они влюбляются друг в друга. «До скорой встречи…» — их фраза, которую они говорили друг другу при расставании. Джон знакомится с другом Саванны Тимом Уиддоном и его сыном Аланом, больным аутизмом, который очень дружен с Саванной. Саванна знакомится с отцом Джона, очень закрытым человеком, интересующимся лишь своей коллекцией монет, который вырастил Джона, хоть и не был хорошим отцом по мнению сына. Саванна, которая постоянно общалась с Аланом, делает предположение, что отец Джона тоже страдает аутизмом. Это вывело из себя Джона и он затевает драку на пляже с соседом Саванны Рэнди, случайно достаётся и Тиму. На следующий день Джон извиняется перед ним и просит передать Саванне записку, так как отпуск Джона подходит к концу. Последний день, завершающий 2 недели их знакомства, они проводят вместе и договариваются постоянно писать друг другу письма. Джон вернулся в армию, где ему предстояло прослужить ещё год. Они регулярно пишут друг другу письма, нумеруя их, так как почта приходит с опозданиями и письма могут прийти не по порядку. «Дорогой Джон» — так всегда начинает свои письма Саванна. Но после теракта 11 сентября 2001 года весь отряд Джона вызвался пойти на ещё один срок службы, и Джону ничего не оставалось, как последовать их примеру. Он получает пару дней выходных и летит домой к Саванне. Саванна приходит в отчаяние, когда узнаёт, что Джон подписался служить ещё 2 года. Но всё же они расстаются, сказав друг другу «До скорой встречи».
В течение последующих двух лет Джон участвует в опасных миссиях и живёт только письмами Саванны. Но вдруг, после длительного перерыва, Джон получает от неё письмо, в котором она говорит, что не может жить сама и выходит замуж. Джон очень подавлен, подозревает, что Саванна сошлась с бывшим парнем Рэнди, и сжигает все её письма. После ранения ему предложили вернуться домой и провести время с отцом, но Джон предпочитает пойти на сверхсрочную службу ещё раз. Он решает делать карьеру в армии, оставаясь там как можно дольше. В течение следующих 4-х лет Джон принимает участие во многих миссиях в Ираке и Афганистане. И однажды ему сообщают, что он едет домой, так как у его отца случился инсульт, и он в плохом состоянии в больнице. Джон проводит последние дни жизни отца с ним рядом, и пишет ему письмо. Джон читает ему это письмо и мы узнаём, что во время ранения он думал именно об отце, а не о Саванне.
Джон едет к Саванне и обнаруживает, что замуж она вышла за Тима, а не за богатого соседа Рэнди. Саванна рассказывает, что Тим болен раком, что не может себе позволить дорогостоящие препараты и что они и так уже продали дом. Джон посещает Тима в больнице, где тот извиняется перед ним и признаётся, что он всегда любил Саванну и что теперь уверен, что его сын Алан всегда будет под присмотром. Также он говорит, что Саванна всё ещё любит Джона и что на него она никогда так не смотрела, как на Джона. После ужина в доме Саванны Джон прощается с ней, не отвечая на её «До скорой встречи». Затем он продаёт коллекцию монет отца, кроме самого первого мула, который был найден Джоном ещё в детстве и с которого началась вся коллекция. Он анонимно жертвует деньги на операцию для Тима. А мулом пользуется в армии для принятия решений в операциях — куда пойти: направо или налево. Однажды получает от Саванны письмо, в котором она сообщает о том, что Тим получил анонимные деньги, и что она знает, от кого они. Благодаря этим деньгам Тим получил ещё пару месяцев на то, чтобы попрощаться с сыном. Саванна пишет о том, что постоянно задаётся вопросом о Джоне, где он, что с ним, но признаётся в том, что потеряла право знать это. Джон возвращается на родину, видит Саванну через стекло в кафе, она выходит и обнимает его.

## В ролях
| Актёр             | Роль                |
| ----------------- | ------------------- |
| Ченнинг Татум     | Джон Тайри          |
| Аманда Сэйфрид    | Саванна Линн Кёртис |
| Генри Томас       | Тим                 |
| Ричард Дженкинс   | мистер Тайри        |
| Лесли Фишер       | Сьюзан              |
| Дэвид Эндрюс      | мистер Кёртис       |
| Мэри Рэйчел Дадли | миссис Кёртис       |
| Врайс Хайес       | Джерри              |
| Гэвин Мак-Калли   | Старкс              |

## Критика
Фильм получил смешанные отзывы кинокритиков. На сайте Rotten Tomatoes фильм имеет рейтинг 28 % на основе 138 рецензий со средним баллом 4,4 из 10. На сайте Metacritic фильм имеет оценку 43 из 100 на основе 34 рецензий критиков, что соответствует статусу «смешанные или средние отзывы».

## Сборы
Фильм собрал 80 014 842 доллара в Северной Америке и 34 969 824 доллара на других территориях, на общую сумму 114 984 666 долларов.